# Postkodkampen
Postkodkampen är ett underhållningsprogram i TV4 som hade premiär 9 juli 2010. I första säsongen tävlade lag från Gävle, Göteborg, Halmstad, Malmö, Umeå, Uppsala, Örebro och  Östersund mot varandra. Varje lag består av fem deltagare.
Vinnarna från de fyra första programmen går till semifinal, därefter är det final. Det vinnande laget får 100 000 kronor att skänka till ett projekt i staden som de tävlar för. Programmet har sitt ursprung i Nya Zeeland under namnet Top town. Grenarna som deltagarna tävlar i är Hinderbanan, Back-bowling, Vattentanken, Löpbandet och Vågmästaren.
I programmet presenterar och överraskar Magdalena Graaf veckans högvinstvinnare från Svenska Postkodlotteriet.

## Säsong 1
Programmet spelades in på Fyrishovs äventysbad i Uppsala mellan 14 och 17 juni och 22 och 23 juni.

### Medverkande
- Gävle: Fredrik Swahn (lagkapten), Jennie Holst, Matilda Orring, Pelle Stenson, Sören Antman
- Göteborg: Martin Rolinski (lagkapten), Ann-Sofie Glimmerfalk, Christian Larsson, Hamid Corrassani, Louise Andersson
- Halmstad: Susanne Ljungskog (lagkapten), Caroline Österman, Daniel Winterqvist, Maria Persson, Peter Gereny
- Malmö: Frida Appelgren (lagkapten), Agnes Borgström, Billy Olsson, Niclas Dahlbeck, Stellan Hökfelt
- Umeå: Jan Bylund (lagkapten), Ida Östensson, Linda Nederborg, Niklas R-G Gustavsson, Tor Troéng
- Uppsala: Pär Holmgren (lagkapten), Jonathan Kellgren, Lena Marklund, Hanna Danielsson, Robert Malmgren
- Örebro: Gladys del Pilar (lagkapten), Alvida Karlsson, Kenth Malmquist, Marlén Lundgren, Thomas Andersson
- Östersund: Anna Ottosson (lagkapten), Nils Högbom, Lars "Sillen" Sandström, Fia Gulliksson, Roger "Jösse" Lilliesköld

### Programmen

#### Deltävlingarna
Det första deltävlingen sändes den 9 juli 2010 och då tävlade Göteborg mot Malmö. I programmet vann Malmö med 3-2. Det andra deltävlingen sändes 16 juli 2010 och då vann Halmstad över Gävle med 0-4. Det tredje deltävlingen sändes 23 juli 2010 och då tävlade Umeå mot Östersund. Då vann Östersund med 5-4. Den fjärde och sista deltävlingen sändes 6 augusti 2010 och då vann Uppsala mot Örebro med 3-0.

#### Semifinal
Semifinalen sändes 13 augusti 2010 och då tävlade Malmö, Halmstad, Östersund och Uppsala.

#### Final
Finalen sändes 20 augusti 2010 och då deltar vinnarna från semifinalen, som blev Östersund och Halmstad. Östersund blev vinnare av Postkodkampen 2010. De vann 100.000 kr som de skänkte till Bassestiftelsen.

## Säsong 2
En andra säsong spelades återigen in på Fyrishovs äventysbad i Uppsala mellan 6 och 9 juni och 13 och 14 juni. Den säsongen började sändas 8 juli 2011.

### Medverkande
- Borås: Karin Hjertén, David Hjertén, Philip Hjertén, Lovisa Hjertén
- Kalmar: Fotis Fotadis, Renee Hammar, Valle Fotadis, Nicos Ignatiadis
- Linköping: Mattias Ritzén, Lovisa Gryvik, Kristian Karlsson, Madde Gryvik
- Mariestad: Fredrik Johnsson, Hanna Becklund, Tobias Nilsson, Frida Finn
- Sandviken: Urban Rääf, Jennie Rääf, Billy Rääf, Sofia Hedqvist
- Timrå: Jocke Lundström, Anna Söderlind, Anders Söderlind, Maria Söderlind
- Uppsala: Amos Makajula, Milad Rahmani, Shahrokh Rahmani, Zeenat Österberg
- Vilhelmina: Stefan Kvist, Mona Milton, Tobias Teglund, Isak Teglund

### Programmen

#### Deltävlingarna
Det första deltävlingen sändes den 8 juli 2011 och då tävlade Uppsala mot Linköping. Där gick Linköping segrande ur striden. 
Det andra deltävlingen sändes 15 juli 2011 och tävlade Borås mot Vilhelmina. Där var det Vilhelmina som var det vassare laget. 
Det tredje deltävlingen sändes 22 juli 2010 och då tävlade Mariestad mot Timrå. Vann i denna kvartsfinal gjorde Timrå.
Den fjärde och sista deltävlingen sändes 29 juli 2011 och då tävlade Sandviken mot Kalmar. Sandviken segrade efter att ha vunnit samtliga deltävlingar.

#### Semifinal
Semifinalen sändes 5 augusti 2011 och då tävlade Linköping, Vilhelmina, Timrå och Sandviken. Sandviken och Vilhelmina gick vidare till final. På tredje plats slutade Timrå, och på fjärde plats slutade Linköping. 

#### Final
Finalen sändes 12 augusti 2011. Efter en jämn kamp vann Sandviken mot Vilhelmina.